# Ievgueni Matveïev
Pour les articles homonymes, voir Matveïev.
Ievgueni Semionovitch Matveïev (en russe : Евгений Семёнович Матвеев ; en ukrainien : Євген Семенович Матвеев), né le 8 mars 1922 à Novo-Oukraïnka (oblast de Kherson) et mort le 1er juin 2003 à Moscou, est un acteur, réalisateur et scénariste soviétique et russe.

## Filmographie

### En tant que réalisateur
- 1967 : Le Gitan (Цыган)
- 1969 : Romance épistolaire (ru) (Почтовый роман)
- 1971 : Ennemi mortel (ru) (Смертный враг)
- 1974 : L'Amour terrestre (ru) (Любовь земная)
- 1977 : Le Destin (Судьба)
- 1980 : Un exercice particulièrement important (ru) (Особо важное задание)
- 1981 : L'Argent fou (Бешеные деньги)
- 1984 : La Victoire (Победа)
- 1986 : Le Temps des fils (Время сыновей)
- 1989 : La Coupe de la patience (ru) (Чаша терпения)
- 1995 : Aimer à la russe (ru) (Любить по-русски)
- 1996 : Aimer à la russe 2 (ru) (Любить по-русски 2)
- 1999 : Aimer à la russe 3 (ru) (Любить по-русски 3: Губернатор)

### En tant que scénariste
- 1967 : Le Gitan (Цыган) d'Evgueni Matveev
- 1971 : Ennemi mortel (ru) (Смертный враг) d'Evgueni Matveev
- 1974 : L'Amour terrestre (ru) (Любовь земная) d'Evgueni Matveev
- 1977 : Le Destin (Судьба) d'Evgueni Matveev
- 1981 : L'Argent fou (Бешеные деньги) d'Evgueni Matveev
- 1984 : La Victoire (Победа) d'Evgueni Matveev

### En tant qu'acteur
- 1957 : La Maison où je vis (Дом, в котором я живу) de Lev Koulidjanov et Yakov Segel
- 1959 : Terre défrichée (ru) (Поднятая целина) d'Aleksandre Ivanov (ru)
- 1960 : Résurrection (Воскресение) de Mikhail Schweitzer
- 1966 : Fureur (ru) (Ярость) de Nikolaï Ilinski (ru)
- 1967 : Le Gitan (Цыган) d'Evgueni Matveev
- 1969 : Le Roman postal (ru) (Почтовый роман) d'Evgueni Matveev
- 1970 : Sport, sport, sport (Спорт, спорт, спорт) d'Elem Klimov
- 1972 : Dompter le feu (Укрощение огня) de Daniil Khrabrovitski
- 1974 : L'Amour terrestre (ru) (Любовь земная) d'Evgueni Matveev
- 1977 : Le Destin (Судьба) d'Evgueni Matveev
- 1980 : Un exercice particulièrement important (ru) (Особо важное задание) d'Evgueni Matveev
- 1981 : L'Argent fou (Бешеные деньги) d'Evgueni Matveev
- 1986 : Le Temps des fils (Время сыновей) d'Evgueni Matveev
- 1989 : La Coupe de la patience (ru) (Чаша терпения) d'Evgueni Matveev
- 1995 : Aimer à la russe (ru) (Любить по-русски) d'Evgueni Matveev
- 1996 : Aimer à la russe 2 (ru) (Любить по-русски 2) d'Evgueni Matveev
- 1999 : Aimer à la russe 3 (ru) (Любить по-русски 3: Губернатор) d'Evgueni Matveev